# Jason Kravits
Jason Kravits (Passaic, 28 maggio 1967) è un attore statunitense.

## Biografia

### Biografia
Nato nel 1967 a Passaic in New Jersey, nel 1975 si è trasferito a Rockville nel Maryland, in cui ha frequentato la Col. Zadok Magruder High School. Di religione ebraica, ha un fratello di nome Garth, anch'egli attore.

### Carriera
Deve la sua notorietà al ruolo di Richard Bay nella serie The Practice - Professione avvocati.

## Filmografia

### Cinema
- La donna perfetta (The Stepford Wives), regia di Frank Oz (2004)
- Il buongiorno del mattino (Morning Glory), regia di Roger Michell (2010)
- Il talento di Mr. Crocodile (Lyle, Lyle, Crocodile), regia di Will Speck e Josh Gordon (2022)

### Televisione
- Powerhouse – serie TV, 16 episodi (1982-1983)
- Homicide – serie TV, episodio 3x10 (1995)
- The Practice - Professione avvocati (The Practice) – serie TV, 31 episodi (1999-2001)
- Squadra Med - Il coraggio delle donne (Strong Medicine) – serie TV, episodio 2x15 (2001)
- Ed – serie TV, episodio 2x15 (2002)
- Una mamma per amica (Gilmore Girls) – serie TV, episodio 3x05 (2002)
- Law & Order - Unità vittime speciali (Law & Order: Special Victims Unit) – serie TV, 3 episodi (2004, 2020, 2022)
- Friends – serie TV, episodi 10x17-10x18 (2004)
- CSI - Scena del crimine (CSI: Crime Scene Investigation) – serie TV, episodio 4x19 (2004)
- Tutti amano Raymond (Everybody Loves Raymond) – serie TV, episodio 8x22 (2004)
- La vita secondo Jim (According to Jim) – serie TV, episodio 3x29 (2004)
- Law & Order: Criminal Intent – serie TV, episodio 7x03 (2007)
- Royal Pains – serie TV, 3 episodi (2009-2010)
- Grey's Anatomy – serie TV, episodio 5x12 (2009)
- Life on Mars – serie TV, episodio 1x11 (2009)
- Law & Order - I due volti della giustizia (Law & Order) – serie TV, episodio 20x12 (2010)
- The Good Wife – serie TV, episodio 3x20 (2012)
- Smash – serie TV, 3 episodi (2013)
- Dallas – serie TV, 2 episodi (2013)
- Blue Bloods – serie TV, episodio 3x13 (2013)
- Hot in Cleveland – serie TV, episodio 5x03 (2014)
- The Blacklist – serie TV, episodio 2x03 (2014)
- Unbreakable Kimmy Schimdt – serie TV, 4 episodi (2015-2016)
- Madam Secretary – serie TV, 2 episodi (2015)
- Blindspot – serie TV, episodio 1x03 (2015)
- Madoff – serie TV, 4 episodi (2016)
- Major Crimes – serie TV, 2 episodi (2016)
- The Mick – serie TV, 2 episodi (2017)
- Disjointed – serie TV, episodio 1x01 (2017)
- Young Sheldon – serie TV, episodio 1x06 (2017)
- The Deuce - La via del porno (The Deuce) – serie TV, episodio 2x04 (2018)
- Il metodo Kominsky (The Kominsky Method) – serie TV, episodio 1x02 (2018)
- StartUp – serie TV, episodio 3x03 (2018)
- The Big Bang Theory – serie TV, episodio 12x17 (2019)
- Hunters – serie TV, 3 episodi (2020)
- The Undoing - Le verità non dette (The Undoing) – serie TV, 2 episodi (2020)
- The Goldbergs – serie TV, episodio 7x23 (2020)
- Halston – serie TV, 2 episodi (2021)
- Why Women Kill – serie TV, 2 episodi (2021)
- NCIS - Unità anticrimine (NCIS) – serie TV, episodio 19x14 (2022)
- Only Murders in the Building – serie TV, episodio 4x07 (2024)

### Doppiaggio
- Our Cartoon President – serie animata, 10 episodi (2018-2020) - voce di Michael Bloomberg
- Biancaneve (Snow White), regia di Marc Webb (2025) - voce di Eolo

## Doppiatori italiani
Nelle versioni in italiano delle opere in cui ha recitato, Jason Kravits è stato doppiato da:
- Luigi Ferraro in Law & Order - I due volti della giustizia, Il buongiorno del mattino, Major Crimes
- Stefano Miceli ne La donna perfetta, Blue Bloods
- Roberto Stocchi in Grey's Anatomy, The Deuce - La via del porno
- Raffaele Palmieri in The Blacklist, The Undoing - Le verità non dette
- Oliviero Dinelli in The Practice - Professione avvocati
- Massimo Rossi in Una mamma per amica
- Luca Dal Fabbro in Tutti amano Raymond
- Marco Panzanaro in Law & Order: Criminal Intent
- Antonio Palumbo in Unbreakable Kimmy Schmidt (ep. 1x08, 1x10)
- Luigi Scribani in Unbreakable Kimmy Schmidt (ep. 2x01, 2x08)
- Franco Mannella in Disjointed
- Pino Ammendola in Young Sheldon
- Pasquale Anselmo in StartUp
- Francesco Meoni ne Il metodo Kominsky
- Marco Baroni in The Big Bang Theory
- Alessandro Quarta in Hunters
- Sergio Lucchetti in NCIS - Unità anticrimine
- Sacha De Toni in Law & Order - Unità vittime speciali (ep. 22x02)
- Fabrizio Mazzotta in Law & Order - Unità vittime speciali (ep. 24x05)

Da doppiatore è stato sostituito da:
- Dario Oppido in Biancaneve